# Núria Benet Ramoneda

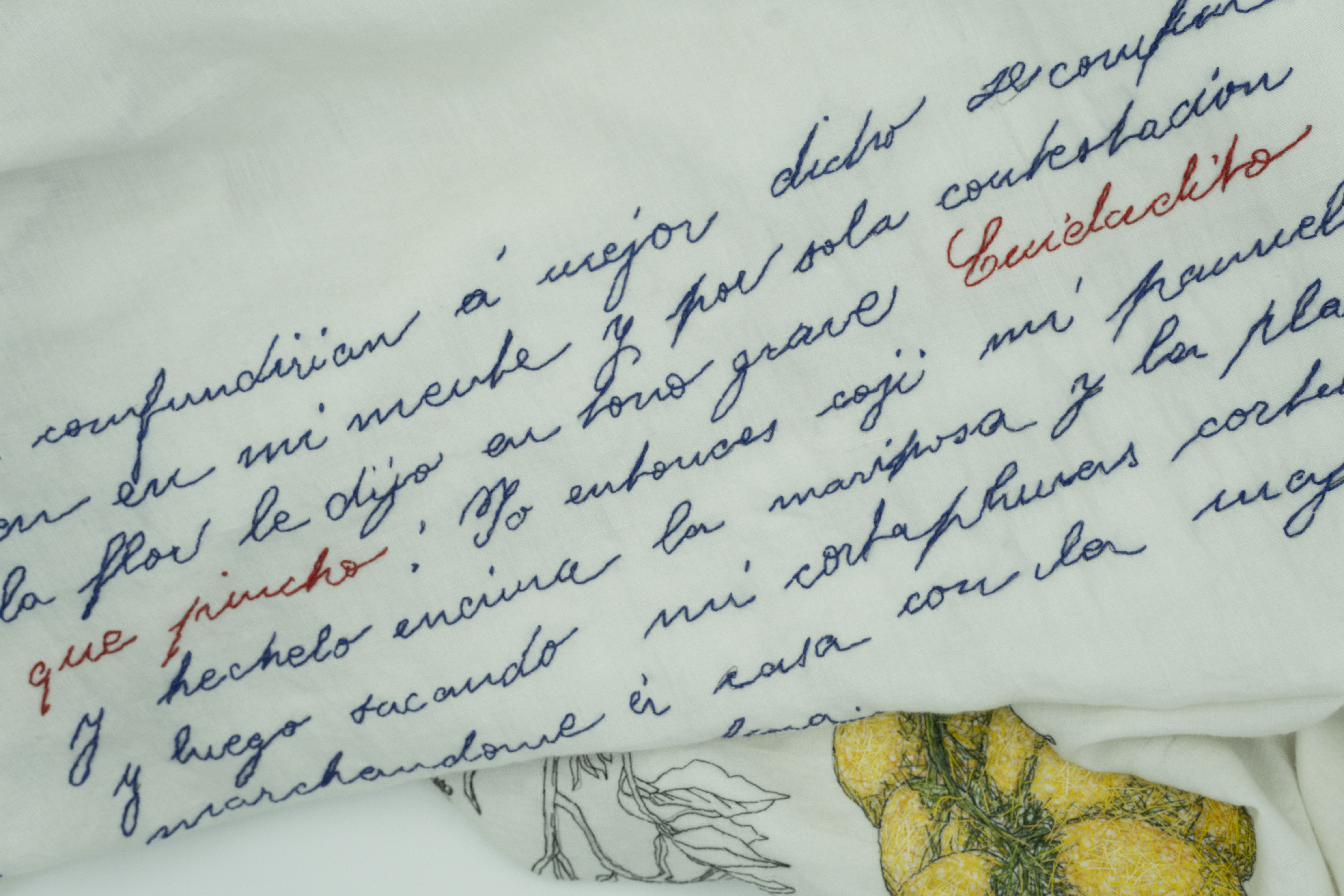
Llençol brodat amb el conte «La niña y la mariposa» que la Francesca Bonnemaison va escriure al 1883, a l'edat d'11 anys.

Núria Benet Ramoneda   (Rubí, 14 d'abril de 1970) és una artista llicenciada en Ciències Econòmiques i Empresarials per la UAB. Entén el seu treball artístic com a generador de coneixement, i està íntimament lligat als processos de recerca i experimentació tant a nivell material, com conceptual i teòric. Actualment les seves línies de treball son la literatura i els llibres en paper, les dones i el tèxtil, i la connexió amb la natura i la manera en com ens hi relacionem (espai i temps).

## Trajectòria
Benet treballa com a responsable de formació dels Centres d'Arts Visuals de Sant Cugat (Centre d'Art Maristany i Casa Aymat), treball que compagina amb el desenvolupament del seu projecte artístic personal. Ha rebut i rep formació en diverses disciplines artístiques: Art tèxtil: tapis i brodat, ceràmica, gravat, dibuix i pintura, cursos teòrics d'art contemporani, i cursos d'escriptura creativa.
Va estar en residència d'arts visuals al Centre de Cultura de Dones Francesca Bonnemaison durant el 2023. Al novembre del 2023 inaugura a La Bonne l'exposició «Francesca Bonnemaison. Cuidadito que pincho!» en coproducció amb l'Arxiu Nacional de Catalunya. La mostra presenta documents originals i rèpliques seleccionades del fons personal de Bonnemaison a l'Arxiu Nacional de Catalunya, corresponents a la seva etapa infantil als primers anys al davant de la Biblioteca Popular de la Dona i l'Institut de Cultura, institucions de les quals La Bonne n'és directament hereva.
Cuidadito que pincho, és una frase extreta de «La niña y la mariposa», un conte escrit per Francesca Bonnemaison a l'edat d'onze anys. Brodada per Benet en una de les obres exhibides, simbolitza la intel·ligència i el caràcter combatiu de la seva jove autora, que de gran va saber esquivar els obstacles de l'època per tal d'apropar la formació i la cultura a les dones, i donar valor als coneixements i habilitats tradicionalment associades a les dones —i infravalorades socialment— posant-los al mateix nivell que ensenyaments tècnics que permetessin a les barcelonines integrar-se al món laboral. Les obres tèxtils creades a partir de la seva selecció de documents, a la mostra dialoguen amb els registres sonors del grup Dones Sonores, de Ràdio Paquita.
El seu projecte «Delirium garden» va resultar Finalista de la Biennal d'Arts Visuals Ricard Camí. Al 2022 va obtenir una beca de la Fundació MACBA, amb el projecte «Subvertir en vermell. Anotacions al marge» i l'exposició individual «A single thread» es va poder veure al Museu Tèxtil de Terrassa.
Menció d'honor a la XI Biennal d'art de Riudebitlles, obra sobre paper, i seleccionada a la I Biennal d'art tèxtil contemporani (Elx). Preseleccionada també a la convocatòria Temporals 2023 de l'Ajuntament de Barcelona. Seleccionada als Premis FAD d'Art al 2021. Al mateix any va obtenir la subvenció Terrassa CREA amb la que ha desenvolupat una segona fase del projecte «Dones impertinents», en col·laboració amb el Centre de Documentació i Museu Tèxtil de Terrassa, amb presentació pública del projecte a la Sala Muncunill. Dones impertinents havia estat seleccionat i guardonat per Mujeres en las Artes Visuales a la Biennal de MAV2020.
Seleccionada també, a la Biennal d'Art Contemporani Gastronòmic de Cambrils, 2020. Guanyadora del Premi Arnau de Palomar del CERAP de Riudoms d'Arts Plàstiques i Finalista del Premi BBVA de Pintura Ricard Camí, al 2019.
Ha exposat de forma individual Hub Trees a la Casa Elizalde de Barcelona, proposta expositiva que havia resultat premiada en la Convocatòria del Cicle d'Artistes de Sant Cugat. Finalista a la 2a Beca Joan Cabanas-Alibau de fotografia 2016 i guanyadora del 1er Premi al 20è Concurs de Pintura Daniel Bas, de Rubí al 2014.
Ha exposat també a l'espai de showroom de l'empresa iGuzzini Ibérica, a l'edició «Girona, Temps de Flors» (2019), a la 18a Biennal de Ceràmica d'Esplugues Angelina Alòs i al Ministeri d'Agricultura, Pesca i Alimentació a Madrid, entre d'altres.